# 大津市民会館
大津市民会館（おおつしみんかいかん）は、滋賀県大津市にある文化ホール。当会館は大津公民館（おおつこうみんかん）との複合施設である。

## 概要
大津市民の文化活動の振興を目的に、1975年（昭和50年）に建設された。市民会館は指定管理者制度を導入し、ケイミックスパブリックビジネスが運営を行っている。公民館は大津市による直営事業である。

## 施設
前述のとおり、当会館は市民会館と公民館の複合施設となっているため、施設案内は分類して解説する。

### 市民会館
- 大ホール - 最大収容人数：1,300人（※オーケストラピット使用時は1,200人）[6]
- 小ホール - 最大収容人数：200人（※最大席数。すべて移動席）[7]
- リハーサル室[8]
- 楽屋（6室[5]）
- madocafe（）[9] - カフェ

### 公民館
- 大会議室（1室[5]） - 最大定員：100人[10]
- 中会議室（2室[5]） - 最大定員：30人[10]
- 小会議室（4室[5]） - 最大定員：20人[10]
- 和室 - 最大定員：20人[10]
- 調理実習室 - 最大定員：40人[10]
- レクリエーション室 - 最大定員：100人[10]
- 造形実習室 - 最大定員：40人[10]
- 談話室[5]

## 利用案内
- 大津市民会館
  - 開館時間：9時00分 - 21時00分[2]
  - 休館日：保守休館日（月1回）、年末年始（12月29日 - 1月3日）[2]
- 大津公民館
  - 開館時間：9時00分 - 21時00分[2]
  - 休館日：月曜・祝日と年末年始（12月29日 - 1月3日）[2]
- madocafe（）
  - 営業時間：11時00分 - 17時00分（※土曜・日曜・祝日は18時00分まで）[9]
  - 定休日：月曜と第2・第3火曜（※いずれも祝日となる場合は翌日）[9]

## 交通アクセス
- JR琵琶湖線（東海道本線）大津駅から徒歩10分[11]。
- 京阪石山坂本線島ノ関駅から徒歩3分[11]、びわ湖浜大津駅（京津線との接続駅）から徒歩7分[11]。

## 周辺
- 大津湖岸なぎさ公園
- 琵琶湖ホテル
- 浜大津アーカス
- 滋賀県道102号大津湖岸線（滋賀県道18号大津草津線との重複区間）
- 中央大通り（大津市道[12]） - 大津地方裁判所・大津駅方面
- なぎさ通り（大津市道[12]） - 滋賀県立芸術劇場 びわ湖ホール方面